# Roxbury (Massachusetts)

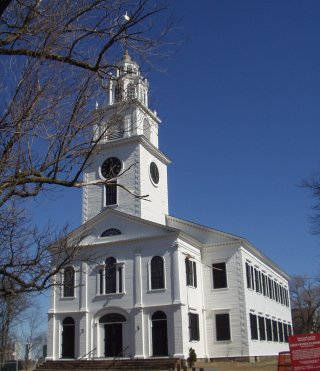
La prima chiesa di Roxbury.

Roxbury è un quartiere residenziale della parte meridionale di Boston, in Massachusetts (USA). Prima di divenire parte della città di Boston nel 1868, era una town (township) della contea di Norfolk, situata tra Boston e Dorchester. In passato è stata variamente trascritta con le grafie Rocksbury, Roxburie e Rocsbury; la città ricevette questo nome probabilmente a causa del sito roccioso su cui sorge. Venne fondata nel 1639 dagli immigrati puritani al seguito del Governatore John Winthrop. Tra i suoi abitanti più celebri figura il missionario cristiano John Eliot, che morì qui nel 1690, e lo statista del XIX secolo William Eustis. West Roxbury fu il sito dell'esperimento di vita comunitaria della Brook Farm (1841-47).